# 2900 Любош Перек
2900 Любош Перек (2900 Lubos Perek) — астероїд головного поясу, відкритий 14 січня 1972 року чехословацьким астрономом Любошем Когоутеком. Названий на честь чеського астронома Любоша Перека.
Тіссеранів параметр щодо Юпітера — 3,214.